# 유바리역
유바리역(일본어: 夕張駅)은 일본 홋카이도 유바리시에 위치한 홋카이도 여객철도 세키쇼 선 유바리 지선의 철도역이다. 역 번호는 Y25이며, 단선 승강장 1면 1선의 구조를 갖춘 지상역이다. 유바리 지선이 폐선되어서, 폐지되었다.

## 역 주변
- 유바리 시청
- 유바리 의료센터
- 호텔 마운트 레이스

## 역사
- 1892년 11월 1일 : 홋카이도 탄광 철도 오이와케 - 유바리 간 개통에 의해, 현재의 석탄 역사촌 부근에 개업. 일반역.
- 1900년 : 역사 서점 이축.
- 1906년 10월 1일 : 홋카이도 탄광 철도의 철도 노선 국유화에 의해, 일본국유철도로 이관.
- 1913년 6월 2일 : 유바리 기관고 설치.
- 1923년 : 역사 개축.
- 1930년 6월 1일 : 유바리 기관고 폐지.
- 1978년 5월 1일 : 화물 취급 폐지.
- 1981년 10월 1일 : 유바리 선이 세키쇼 선으로 개칭. 동시에 유바리 지선의 종착역으로 한다.
- 1984년
  - 2월 1일 : 소화물 취급 폐지.
  - 4월 1일 : 간이 위탁화.
- 1985년 10월 13일 : 유바리 시청 및 유바리 시민 회관 뒤의 유바리 철도 구) 유바리혼마치 역 부지로 이전. 영업거리 1.3 km 단축.
- 1987년 4월 1일 : 일본국유철도 분할 민영화에 의해, 홋카이도 여객철도가 승계.
- 1990년 10월 26일 : 호텔 마운트 레이스 앞으로 역을 이전. 영업거리 0.8 km 단축.
- 1998년 3월 20일 : 키오스크 폐점에 수반해 간이 위탁 폐지, 무인화.
- 2000년 10월 : 화장실을 폐쇄. 유바리 시 재정 재건 문제 관계로, 상하수도 요금 등 유지비의 지불이 곤란하기 때문.
- 2007년 4월 1일 : 화장실을 재개방. 기후현 오가키시의 정보기술 관련회사 '사이언스 넷'으로부터 유지비의 원조를 받음.
  - 시기 불명 : 호텔 마운트 레이스 프론트에서, 승차권 발매를 개시해, 간이 위탁 업무 재개.
- 2009년 7월 17일 : 역사를 전면 리모델링해, 이탈리아 카페 '루체 소라레'를 오픈. 리모델링은 오타루시의 통나무 집 '토벡스'가 유지관리와 함께 무상으로 위탁.
- 2013년 12월 10일 : 이탈리안 카페 '루체 소라레'를 폐점. '루체 소라레'쪽은 '토벡스'쪽의 날림 공사의 관리가 원인으로 주장하고 있음.
- 2019년 4월 1일 : 유바리 지선으로 폐지

## 인접 역
| 홋카이도 여객철도 세키쇼 선 (유바리 지선) | 홋카이도 여객철도 세키쇼 선 (유바리 지선) | 홋카이도 여객철도 세키쇼 선 (유바리 지선) |
| ----------------------------------------- | ----------------------------------------- | ----------------------------------------- |
| Y 24 시카노타니 신유바리 방면             | ■ 유바리 지선                             | 시·종착역                                 |